# 벨리즈의 언어
영국의 식민지였던 벨리즈의 공용어는 영어다. 인구의 4%만이 영어를 제1언어로 사용하고 있지만 벨리즈인들의 대부분이 영어를 매우 잘한다.

## 특징묘사
33%의 벨리즈인들이 벨리즈 크리올을 제1언어로 사용하고 있다. 인구의 75 ~ 80%정도가 약간의 벨리즈 크리올과 영어를 하고 있다.
멕시코로부터 벨리즈로 메스티소 피난민들이 도착한 1840년부터 벨리즈에 스페인어가 널리 사용됐다. 46%의 벨리즈인이 스페인어를 제1언어로 말하고 있고, 대부분이 스페인어를 잘한다.
인구의 9%가 마야어족을 모어로 사용하고 있다.
인구의 3%가 가리푸나어를 모어로 사용하고 있다. 2001년에 유네스코는 가리푸나어는 인류무형문화유산이라고 설명했다.

## 통계
| 언어     | 매우 잘 | 어느 정도 | 합계 |
| -------- | ------- | --------- | ---- |
| 영어     | 54 %    | 26 %      | 80 % |
| 스페인어 | 52 %    | 11 %      | 63 % |

| 언어           | 제1언어 | 비율   |
| -------------- | ------- | ------ |
| 스페인어       | 94,422  | 46,0 % |
| 크리올         | 67,527  | 32,9 % |
| 켁치어         | 10,142  | 4,9 %  |
| 영어           | 7,946   | 3,9 %  |
| 가리푸나어     | 6,929   | 3,4 %  |
| 모판어         | 6,909   | 3,4 %  |
| 플라우트디치어 | 6,783   | 3,3 %  |
| 중국어         | 1,607   | 0,8 %  |
| 유카테크어     | 1,176   | 0,6 %  |
| 힌두스탄어     | 280     | 0,1 %  |
| 기타들         | 1,431   | 0,7 %  |

## 같이 보기
- 벨리즈의 인구
- 마야인